# Rubescourt

Rubescourt este o comună în departamentul Somme, Franța. În 2009 avea o populație de 136 de locuitori.